# Opheliac
Opheliac è il terzo album da studio di Emilie Autumn. Mentre tutti i lavori precedenti sono stati lanciati dalla sua etichetta indipendente, la Traitor Records, questo segna l'inizio della collaborazione con la Trisol Music Group. Opheliac è anche il primo album dell'artista ad essere distribuito a livello internazionale.
Il disco è stato preceduto da un promo, l'Opheliac EP, commercializzato nella primavera del 2006. Questa versione ridotta contiene le prime sei tracce, Marry Me e Thank God I'm Pretty (quest'ultima hidden track).
In aggiunta a pezzi musicali e tracce in parlato, indicate come “Poem” in quanto si tratta di poesie composte da Emilie, l'album contiene registrazioni dal vivo, video presi dalla sua performance di Misery Loves Company al WGN Morning Show del 12 gennaio 2006 e tre brevi filmati intitolati Inside The Asylum: Lessons In Being A Wayward Victorian Girl.

## Distribuzione
Opheliac è stato originariamente pubblicato in edizione limitata Digipak solo in Europa il 1º settembre 2006. Il lancio mondiale risale però al 22 settembre di quell'anno, il giorno del compleanno di Emilie. Quando le copie di questa edizione limitata furono esaurite, l'album venne nuovamente commercializzato il 5 febbraio 2007, stavolta in edizione standard. L'unica differenza tra le due versioni è che quella Digipak contiene un poster.

## Stile musicale
Opheliac è considerato a tutt'oggi l'album più rappresentativo di Emilie Autumn. Decisamente più “pop” rispetto agli altri lavori, soprattutto per l'orientamento quasi dance dovuto all'abbondante uso di drum machine, si differenzia comunque per la grande originalità delle composizioni, che mischiano alla base marcatamente industrial degli strumenti elettronici le sonorità classicheggianti e barocche del violino e del clavicordo. Al tutto si unisce la voce della Autumn che a tratti si discosta dalle convenzioni del pop per sperimentare commistioni con altri generi. Emilie ha aggiunto all'album alcune tracce in parlato che rivelano il suo interesse per la poesia e il periodo elisabettiano.

## Contenuto

### Primo disco
1. Opheliac
2. Swallow
3. Liar
4. The Art Of Suicide
5. I Want My Innocence Back
6. Misery Loves Company
7. God Help Me
8. Shalott
9. Gothic Lolita
10. Dead Is The New Alive
11. I Know Where You Sleep
12. Let The Record Show

### Secondo disco
1. Dominant (Strumentale)
2. 306
3. Thank God I'm Pretty
4. Marry Me
5. Largo For Violin (Bach)
6. How To Break A Heart (Poem)
7. Ghost (Poem)
8. At What Point Does A Shakespeare Say (Poem)

### Materiale extra
1. Live Concert Clips (Video)
2. Inside The Asylum: Lessons In Being A Wayward Victorian Girl (Video)